# Provincia de Nador
La provincia de Nador (en árabe: الناظور‎, en lenguas bereberes: ⵏⴰⴹⵓⵕ) es una provincia de Marruecos, en la región del Rif. Su capital homónima se encuentra a unos 15 km al sur de Melilla.

## Geografía
Limita al norte con el mar Mediterráneo y con España (Melilla) y la laguna de la mar Chica, al este con la provincia de Berkane, al sur con las provincias de Taurirt y Taza, y al oeste con la provincia de Driuch.
Controla el cabo Tres Forcas, donde se situaba Cazaza, ciudad española desde 1506, cuando un noble rifeño la entregó a los Reyes Católicos, hasta 1533, cuando fue capturada por los saadíes. Su territorio formó parte del protectorado español de Marruecos.

## Hechos del 1984
En 1984 el rey Hassan II de Marruecos, haciendo uso de su poder absolutista, mandó al ejército intervenir para poner fin a una manifestación pacífica en la ciudad de Nador, lo que acabó en un baño de sangre. Pocas horas después el rey salía en la televisión pública culpando a servicios de inteligencia extranjeros de la masacre.[cita requerida] Muchas organizaciones internacionales pidieron se juzgara al rey Hassán II por los hechos.[cita requerida] Sin embargo, el monarca murió en 1999 sin haber sido encausado.

## División administrativa
La provincia de Nador consta de 7 municipios y 16 comunas:
- Municipios:
  - Beni Ensar
  - Cabo de Agua
  - Monte Arruit
  - Nador
  - Segangán
  - Zaio
  - Zeluán
- Comunas rurales:
  - Afsó
  - Arkemán
  - Beni Ukil de Axara
  - Beni Buifrur
  - Beni Chikar
  - Berkanién
  - Bni Sidel Jbel
  - Bni Sidel Louta
  - Bouarg
  - Farjana
  - Hasi Berkán
  - Iaazzanene
  - Iheddadén
  - Tistutín
  - Ulad Daúd
  - Ulad Settut
  - Uixán